# Väike-Kamari
Väike-Kamari är en ort i Estland. Den ligger i Põltsamaa kommun och landskapet Jõgevamaa, i den centrala delen av landet, 120 km sydost om huvudstaden Tallinn. Väike-Kamari ligger 47 meter över havet och antalet invånare är 489.
Terrängen runt Väike-Kamari är mycket platt, och sluttar söderut. Runt Väike-Kamari är det glesbefolkat, med 11 invånare per kvadratkilometer. Närmaste större samhälle är Põltsamaa, 4,7 km norr om Väike-Kamari. I omgivningarna runt Väike-Kamari växer i huvudsak blandskog.